# Urdos
Urdos (pronuncia francese /yʁdɔs/ ; Urdòs in dialetto guascone) è un comune francese di 72 abitanti situato nel dipartimento dei Pirenei Atlantici nella regione della Nuova Aquitania.

## Geografia fisica
Primo paese della valle d'Aspe per chi proviene dalla Spagna, il comune è attraversato dalla gave d'Aspe, affluente della gave d'Oloron.

### Comuni limitrofi
- Etsaut a nord
- Borce ad ovest.
- Laruns ad est.
- Spagna a sud.

## Società

### Evoluzione demografica
Abitanti censiti